# Geolycosa aballicola
Geolycosa aballicola är en spindelart som först beskrevs av Embrik Strand 1906.  Geolycosa aballicola ingår i släktet Geolycosa och familjen vargspindlar.
Artens utbredningsområde är Etiopien. Inga underarter finns listade i Catalogue of Life.